# El carretero (película)
El carretero es un cortometraje musical en blanco y negro filmado en Buenos Aires, Argentina, sobre la base de la canción "El carretero" de Arturo de Nava, dirigido por Eduardo Morera, con producción de Federico Valle, en el que participan el cantor Carlos Gardel y el propio De Nava, quien figura en los créditos como Arturo Navas.
Está considerada como una de las primeras películas del cine sonoro latinoamericano con sonido óptico -junto a los demás cortometrajes de Gardel realizados en 1930- y uno de los primeros videoclips de la historia del cine.
Fue filmado en Buenos Aires entre el 23 de octubre y el 3 de noviembre de 1930 y estrenado en esa ciudad a partir del 3 de mayo de 1931, en el cine Astral.

## Los cortometrajes musicales de Gardel de 1930
En 1930 Gardel protagonizó quince cortometrajes musicales sonoros, cada uno sobre una canción, con dirección de Eduardo Morera y producción de Federico Valle, uno de los pioneros del cine latinoamericano. Valle había nacido en Italia en 1880, y luego de trabajar con los Hermanos Lumière y tomar clases con Georges Méliès, emigró a la Argentina en 1911 y desde entonces produjo decenas de obras cinematográficas de gran valor, incluyendo los primeros noticieros y los largometrajes animados de Quirino Cristiani, los primeros en la historia del cine mundial en su género. 
De los quince cortos, cinco resultaron arruinados en el laboratorio, entre ellos uno titulado Leguisamo solo, en el que aparecía el jockey Irineo Leguisamo y otro titulado El quinielero. Los diez cortos lanzados fueron: El carretero, Añoranzas, Rosas de otoño, Mano a mano, Yira, yira, Tengo miedo, Padrino pelao, Enfundá la mandolina, Canchero y Viejo smoking.

## Sinopsis
La película comienza con un diálogo entre Gardel y el payador Arturo de Nava, mientras se dan la mano:

-De Nava: Tengo mucho que agradecerte. Que te hayas acordado de este pobre viejo que estaba enterrado en el potrero del olvido, para que estas nuevas generaciones se den cuenta lo que es el olor a pasto y a fogón, hermano.
- Gardel: Yo no hecho más que interpretar en lo posible tu canción, y... que el público juzgue.

A continuación Gardel interpreta "El carretero", de Arturo de Nava, acompañado por los guitarristas Ángel Domingo Riverol, Guillermo Barbieri y José María Aguilar, aunque este último no aparece en imagen.

## Características
La película fue filmada en Buenos Aires entre el 23 de octubre y el 3 de noviembre de 1930, en los Estudios Valle ubicados en la calle México 832, junto a otros catorce cortometrajes similares, que tuvieron a Gardel como protagonista.
Fue realizada con sonido óptico, es decir con una banda de sonido grabada en la película misma, denominado sistema Movietone inventado por Lee De Forest, que permitía la utilización de rollos pequeños y era adecuado para filmar noticieros, documentales y cortos musicales. Este sistema aventajaba al Vitaphone, que consistía en discos fonográficos que se ejecutaban en forma paralela a la proyección del filme pero cuyo sonido era de menor calidad y presentaba problemas para su sincronización.
Está considerada como una de las primeras películas del cine sonoro latinoamericano con sonido óptico -junto a los demás cortometrajes de Gardel realizados en 1930- y uno de los primeros videoclips de la historia del cine.
En las primeras décadas del siglo XX, la payada constituía en el Río de la Plata, la forma de canción popular más difundida y exitosa. Gardel, sin ser payador, se formó como cantor en el mundo de los payadores, tomando como modelo especialmente a José Betinotti y a Arturo de Nava, de quien se hizo amigo. De Nava fue autor de muchas canciones exitosas, pero entre ellas se destacó "El carretero", compuesta en 1900. Gardel la incluyó en su repertorio desde muy joven y la grabó bajo el sello Odeon, interpretándola con silbidos, como si él mismo estuviera arreando los bueyes de la carreta. El éxito de la canción en la primera gira francesa de Gardel (1928/1929) fue rotundo y en tanto que la venta del disco superó todas las previsiones, los parisinos silbaban "El carretero" por las calles.
Los cortometrajes fueron estrenados en Buenos Aires, a partir del 3 de mayo de 1931 en el cine Astral, ubicado en Corrientes 1641, bajo el rubro de “Variedad musical”, acompañando la exhibición de la película Luces de la ciudad de Charles Chaplin. En algunos casos fueron presentados como "tangos teatralizados". Gozaron de gran éxito y se siguieron exhibiendo por años.

## Reparto
- Carlos Gardel
- Arturo de Nava
- Ángel Domingo Riverol
- Guillermo Barbieri.